# No se aceptan devoluciones

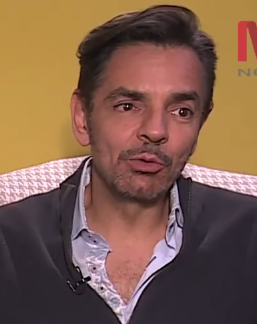
Eugenio Derbez

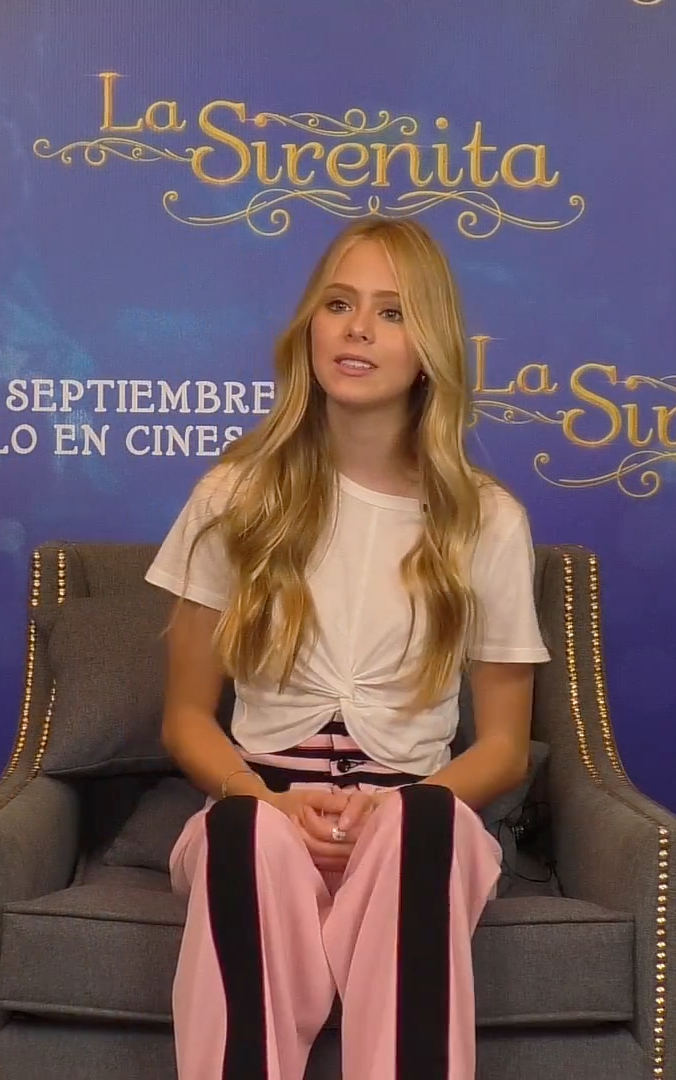
Loreto Peralta

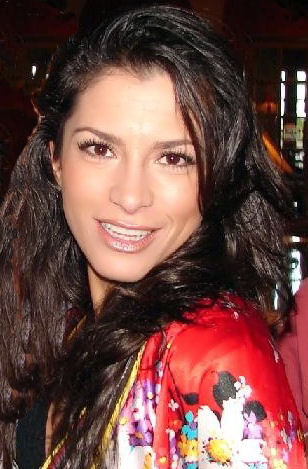
Alessandra Rosaldo

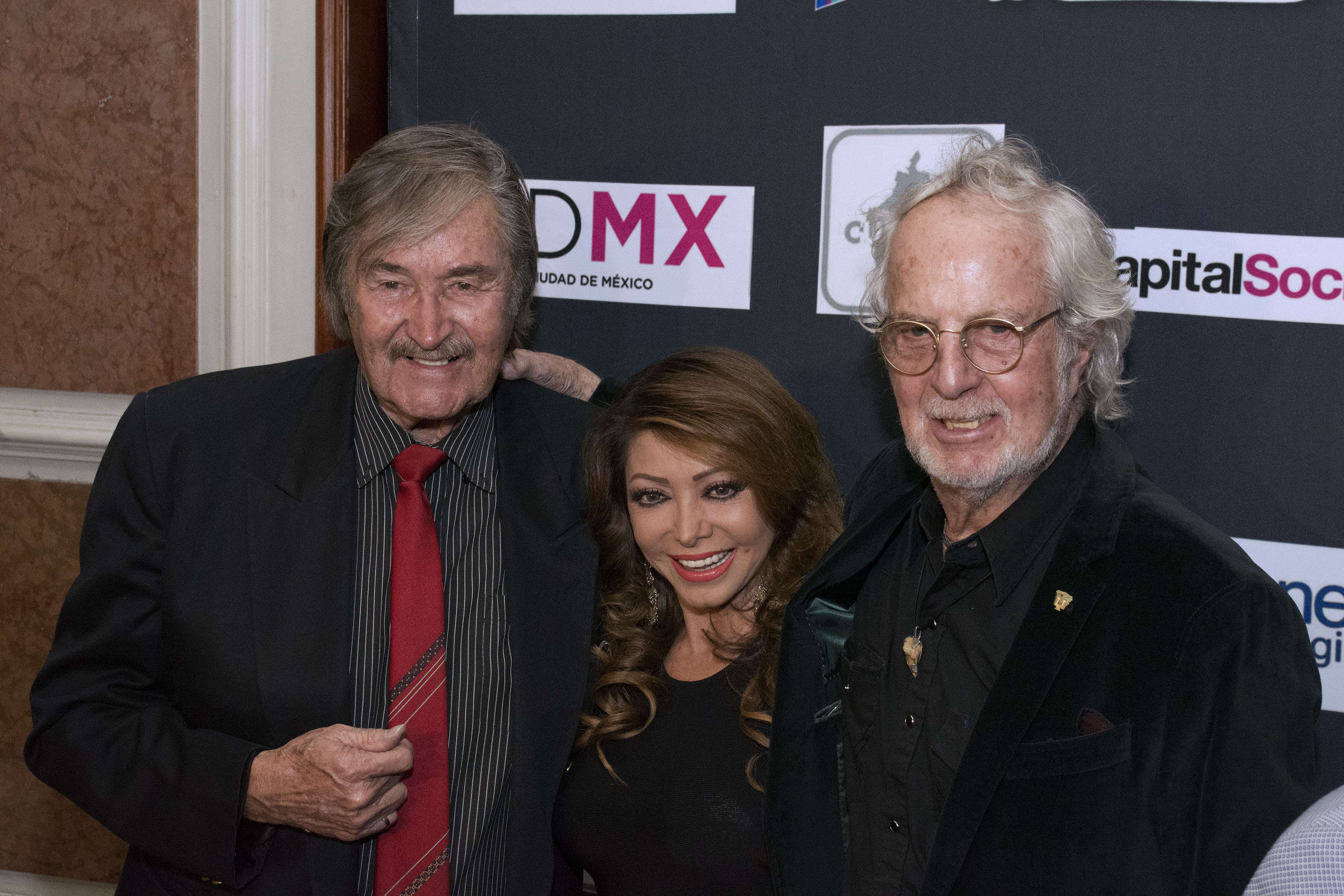
Hugo Stiglitz

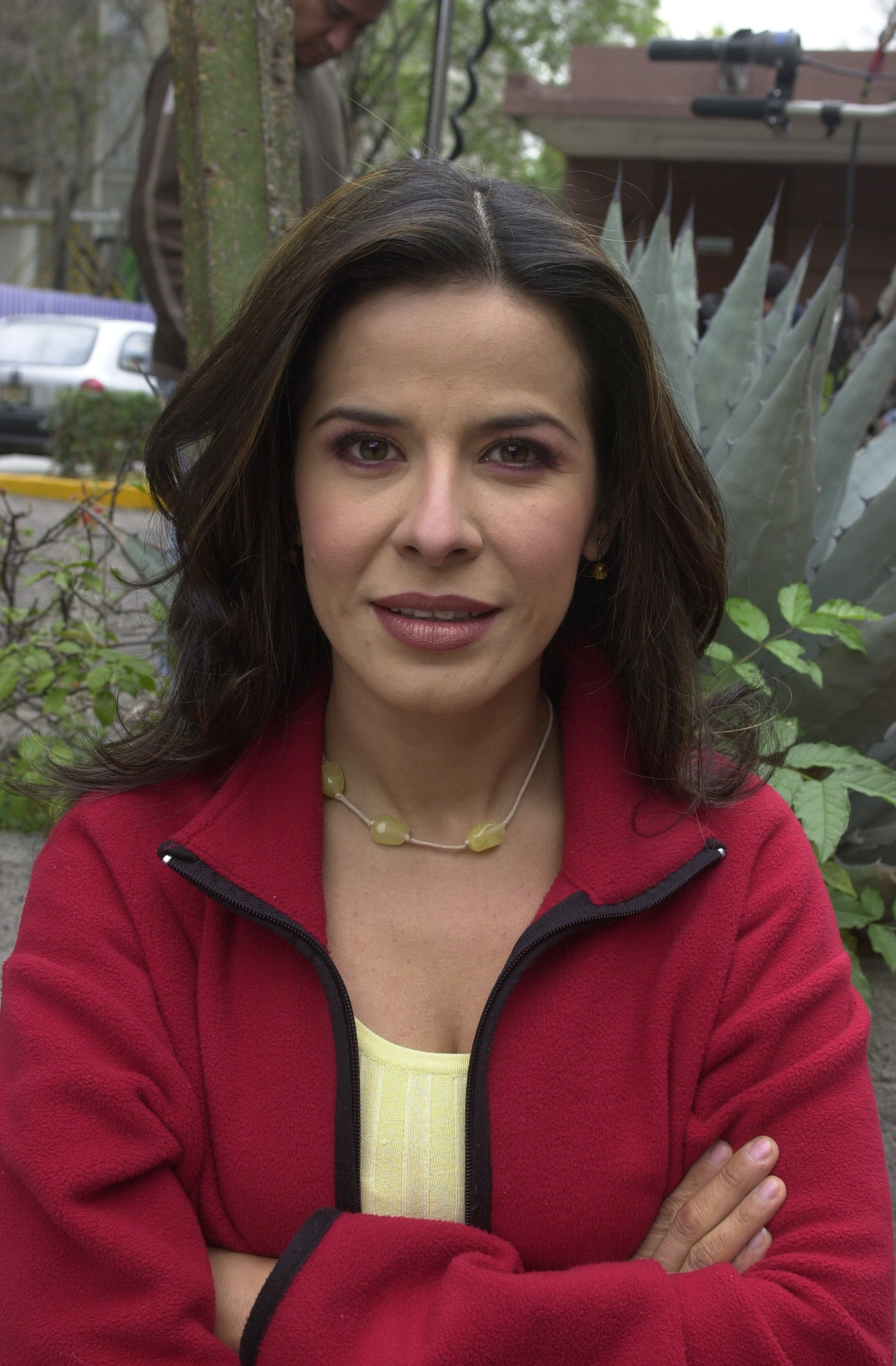
Arcelia Ramírez

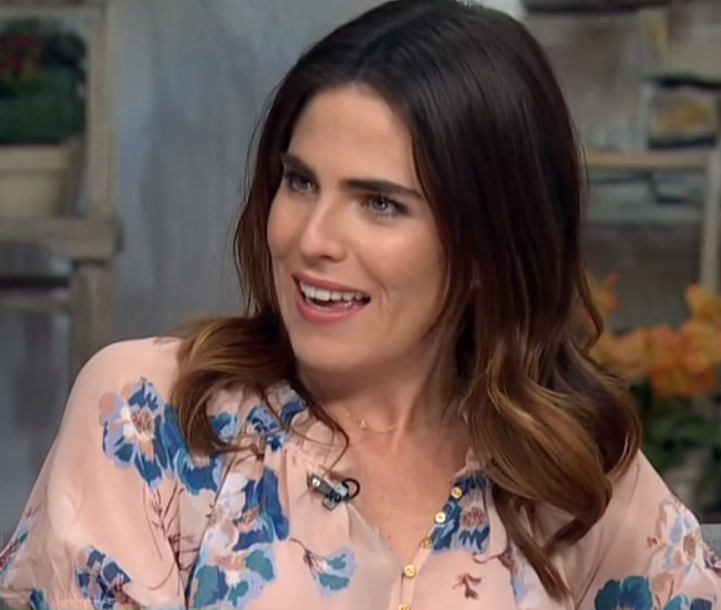
Karla Souza

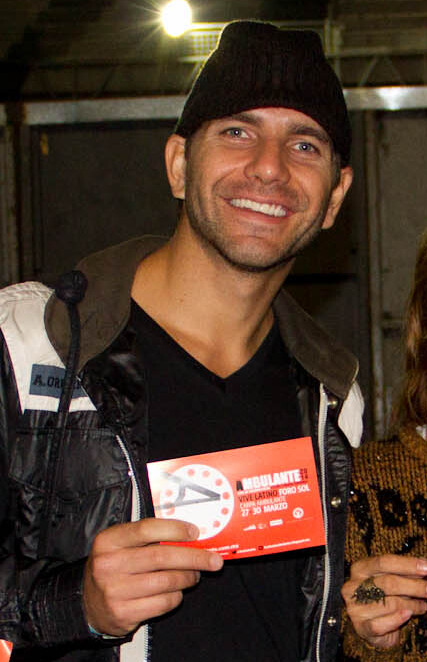
Arap Bethke

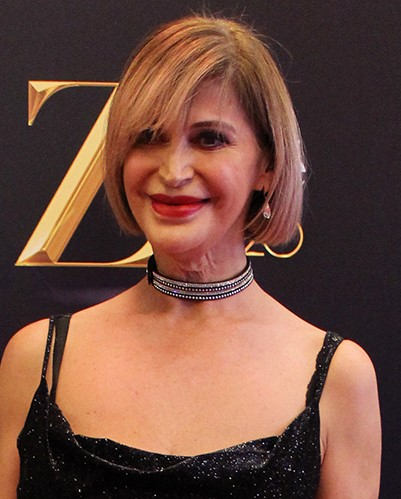
Alejandra Bogue

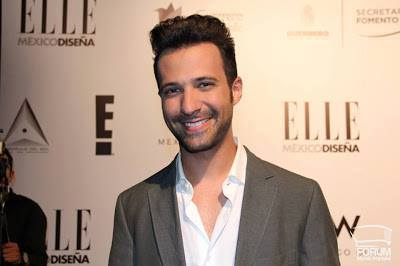
Rodrigo Massa

No se aceptan devoluciones (en inglés, Instructions Not Included) es una película mexicana de comedia dramática protagonizada, coescrita y dirigida por el actor y comediante mexicano Eugenio Derbez.
Con un bajo presupuesto de $5 millones de dólares, la película logró recaudar $99,067,206 dólares ($1,273,881,370 pesos mexicanos), y se convirtió en la primera película mexicana en llegar a los mil millones de pesos mexicanos a nivel mundial, y se catalogó como la película mexicana más taquillera de la historia, por arriba de Nosotros los nobles (producción realizada por el director mexicano Gary Alazraki).[cita requerida]

## Argumento
Valentín Bravo es un hombre que, desde niño, se le ha impuesto vivir la vida al límite por su padre, un fanático de las emociones extremas y clavadista de acantilados de Acapulco llamado Juan "Johnny" Bravo. Él nunca entendió por qué le intentaba hacer encarar sus peores miedos, los cuales constantemente ve aparecer personificados como lobos cuando alguna situación requiere ser enfrentada y no desea hacerlo; finalmente las exigencias de su padre acaban abrumándolo y generando un quiebre donde Valentín se aleja y rechaza todo lo que éste le enseñó. Veinticinco años más tarde no ha superado sus miedos grandes ni pequeños, siendo especialmente temeroso de los compromisos sentimentales y las responsabilidades de un adulto.
Valentín es un mujeriego que constantemente lleva mujeres diferentes a su apartamento de soltero en Acapulco, una de ellas es una turista de origen estadounidense llamada Julie Weston la logra conquistar. Veinte meses después, Julie llega con una sorpresa que no esperaba: es padre y, fingiendo que va a pagar el taxi, le encarga la bebé y abandona a su hija con Valentín.
Decidido a devolver a su hija Maggie, la bebé, a su madre en Los Ángeles. Gracias a una foto descubre que ella trabajaba como profesora de aeróbica en un hotel, por lo que cruza ilegalmente la frontera y llega al lugar. Allí los trabajadores le explican que ella fue despedida al descubrirse que llevaba gente a la suite para tener sexo. Sin embargo, como Valentín no comprende el inglés, erróneamente piensa que le dicen que ella está en ese cuarto por lo que deja a Maggie cerca de la piscina del hotel y sube a buscarla. Así conoce a Frank, un director de cine que busca un doble de riesgo para sus películas. Cuando Maggie cae a la piscina, Valentín, a pesar del miedo, se arroja desde el balcón del último piso para rescatarla. Al ver esto, Frank le ofrece el trabajo para poder mantener a Maggie, ya que no puede regresar a México con ella. Valentín, quien ha comprendido al ver a la bebé en peligro, que la quiere y desea cuidarla, acepta este trabajo.
Siete años más tarde, Valentín es un reputado doble que gana hasta USD10.000 por día, gracias a lo cual cuida a su hija con lujos; esto a pesar de que aún es un cobarde que se aterra ante el peligro, pero esto pasa siempre a segundo plano ante el miedo a decepcionar a su hija, quien lo ve como un hombre valiente e imparable. Un día, en lo que hace creer a Maggie que es un chequeo de rutina en la clínica, el doctor lo examina e inyecta y tras hacer salir a la niña le explica que algún tratamiento que estaban llevando a cabo no funcionó y que le queda poco tiempo de vida. Valentín, asustado, decide aprovechar el tiempo junto a su hija Maggie. 
La versión que Maggie conoce sobre sus padres es que anteriormente estuvieron casados pero se divorciaron y Julie se ha dedicado a viajar por el mundo viviendo aventuras, conociendo personalidades y llevando a cabo misiones para proteger la paz; para mantener la ilusión de la niña cada semana Valentín le escribe una carta fingiendo ser Julie donde le cuenta lo que ha hecho y dice cuanto la ama junto a fotomontajes realizados sobre la única fotografía que poseen de ella, donde la muestran en grandes aventuras. Sin embargo, esto afecta su relación con otros niños, quienes se burlan de ella por las historias inverosímiles que cuenta sobre su madre y por decir que es nieta de Johnny Bravo o que su padre trabaja realizando tareas que los superhéroes no se atreven a hacer. Ante esto Valentín con ayuda de Frank, quien con los años se ha convertido en su mejor amigo, decide contratar una actriz para que se haga pasar por Julie, sin embargo, la madre de Maggie aparece repentinamente y se encuentra con la niña. 
Julie decide quedarse algunos días en Los Ángeles junto a Maggie, naciendo rápidamente un gran cariño por su hija. Valentín también siente algunos sentimientos despertar en su interior hacia Julie, pero todo esto se echa por tierra cuando ella revela que desea presentarles a su pareja, quien resulta ser una mujer llamada Renée. De todas formas y sabiendo la imagen que Valentín ha construido sobre su madre para Maggie, Julie no duda en decirle a la niña que todo son mentiras inventadas por su padre, aunque Valentín logra evitar que le revele que la había abandonado, aun así, esto produce una fractura en su relación con Maggie, quien ahora lo ve como un mentiroso. A los pocos días Julie se despide ya que deben regresar a Nueva York, prometiendo regresar en pocos días y visitarla de forma regular; sin embargo, poco después Valentín recibe una notificación donde lo ha demandado para obtener la custodia total de Maggie.
Aunque Julie tiene claro que Valentín es un padre amoroso y protector, en la corte no tiene reparos en demonizarlo por su incapacidad para hablar inglés y el hecho que trabaje como doble, haciendo hincapié en que comparado con esto, el hecho que ella la abandonara es insignificante; al mismo tiempo, Renée y su abogado enaltecen su imagen mostrándola como una mujer valerosa que superó sus adicciones a la droga y la mala vida para estudiar y convertirse en abogada. Valentín, decidido a no perder a su hija, renuncia a su carrera y busca un trabajo más seguro. Frank, única persona que conoce el secreto, insiste en que si revela el diagnóstico del médico el juez no se atreverá a separarlos, pero el padre es inflexible respecto a jamás revelarlo. El día del juicio a pesar de que muchos amigos testifican a su favor, se expresan, sin intención, de una forma que lo hace parecer inepto o negligente pero el juez, tras oír a Valentín declarar, dictamina que la custodia de Maggie le pertenece ya que ha demostrado no solo que por el bien de su hija es capaz de saltar de un edificio, sino también a renunciar a seguir haciéndolo, por lo cual se desestima la demanda de Julie.
Ante esto la madre de la niña revela a la corte que Valentín no es realmente el padre biológico, simplemente es alguien a quien decidió engañar para deshacerse de ella y tras una prueba de paternidad obtiene la custodia. Valentín y Maggie deciden escapar a Acapulco, donde él le promete que por fin podrá conocer a su abuelo de quien ha oído tantas historias y con quien él desea reconciliarse; pero una vez allí se enteran de que Johnny falleció hace tiempo, haciendo que su hijo reconozca que desde que Maggie llegó a su vida comprendió los motivos tras la forma de actuar de su padre y lo mucho que lamenta jamás haber podido hacer las paces con él.
Julie intenta obtener información acerca del paradero de su hija amenazando a Frank y éste, molesto por la actitud de ambas hacia Valentín, termina revelando la verdad sobre el diagnóstico. Julie llega a Acapulco y se reúne con Valentín y Maggie demostrando que tras enterarse de la verdad no tiene intenciones de continuar el litigio; los tres viven felizmente como una familia por las siguientes dos semanas, mientras se oye la voz de Valentín explicar como es que el diagnóstico del doctor se refería realmente a Maggie, quien tenía una deformación coronaria degenerativa que en el mejor de los casos la sumiría en un coma permanente y en el peor y más probable la mataría en algún momento mientras durmiera. Una tarde estando sentados a la orilla del mar, se confirma el diagnóstico y Maggie muere pacíficamente en brazos de Valentín mientras observaban el atardecer.
Un año después, Valentín aún vive en Acapulco y habla acerca del cambio de vida que tuvo gracias a Maggie, las enseñanzas de su difunto padre y como ha aprendido a enfrentar sus miedos, finalmente menciona que en su mente se imagina que Maggie está en el cielo jugando con su abuelo, quien continúa enseñándole a ser valiente.

## Reparto
- Eugenio Derbez como Valentín Bravo
- Jessica Lindsey como Julie Weston
- Daniel Raymont como Frank Ryan
- Loreto Peralta como Maggie Bravo
- Sammy Pérez como Sammy
- Alessandra Rosaldo como Renée
- Hugo Stiglitz como Juan "Johnny" Bravo
- Arcelia Ramírez como Judeisy
- Agustín Bernal como Lupe
- Karla Souza como Jackie
- Margarita Wynne como Sofía
- Arap Bethke como Abogado de Valentín
- Andrés Vázquez como Valentín Bravo (niño)
- Alejandra Bogue como falsa Julie Travesti
- Rodrigo Massa como Agente del FBI

## Producción
No se aceptan devoluciones está protagonizada, coescrita y dirigida por el actor cómico mexicano, Eugenio Derbez, misma que marca su debut en el ámbito cinematográfico.
La película, filmada en Acapulco y otras localidades en Los Ángeles, California, cuenta también con la participación de Alessandra Rosaldo (esposa de Derbez), Arcelia Ramírez, Hugo Stiglitz, Agustín Bernal y Karla Souza. La música estuvo a cargo de Carlo Siliotto, quien colaboró en la película mexicana La misma Luna.
Cabe mencionar que este trabajo le tomó al director más de 12 meses en concretarse.

## Recepción
No se aceptan devoluciones ha sido recibida con críticas mixtas por parte de la crítica profesional, ya que la película mantiene un promedio del 56% en el sitio web de Rotten Tomatoes proveniente de 16 reseñas.
Asimismo, obtiene una calificación de 5.5/10 en Metacritic.

### Estados Unidos
No se aceptan devoluciones fue estrenada el 30 de agosto en Estados Unidos, logrando recaudar más de $39 millones de dólares, convirtiéndola en un éxito de taquilla. Durante el evento estuvieron presentes celebridades de Hollywood como Eva Longoria y Rob Schneider (quien había trabajado previamente con el actor en la serie de televisión, ¡Rob!).

### México
La ópera prima de Derbez estuvo en los cines mexicanos el 20 de septiembre, estando presentes varios artistas invitados a la hora de disfrutar su premier (que tuvo lugar el 17 de septiembre) en la Ciudad de México. Entre los presentes figuraron Benny Ibarra, Zoraida Gómez, Omar Chaparro y Erika Buenfil.
La película llegó con más de mil 500 copias, alrededor del país, siendo ésta toda una distribución de récord. Asimismo, durante su primer día de estreno, llegó a contabilizar cerca de unos 750 mil espectadores y se convirtió a la vez en la película hablada en español más taquillera en la historia en los Estados Unidos.
A pesar del éxito alcanzado no fue aceptada por la Academia Mexicana de Artes y Ciencias Cinematográficas para representar a México en los Premios de la Academia de ese año siendo Heli, la película inscrita para aspirar a una nominación al Óscar a la mejor película extranjera, candidatura que finalmente no fue obtenida. Aunque esta película aspiró también en solitario a los premios Óscar y Goya como independiente.

### España
En Madrid la cinta no fue bien recibida ni por el público ni por la prensa. Un especialista del diario El País se refirió a ella como un falso melodrama, además de compararla con la película Kramer contra Kramer.[cita requerida]

### Recaudación
No se aceptan devoluciones recaudó dos millones de dólares en su primer día de estreno en Estados Unidos y cerró sorpresivamente en el cuarto lugar recaudando $7.8 millones de dólares pese a que fue un estreno limitado a varias ciudades del orbe. En su segunda semana, amplió su estreno a más salas logrando recaudar 10.3 millones de dólares. Al 2 de octubre, la cinta llevaba recaudada la cantidad de $39.2 millones de dólares superando a El laberinto del fauno como la cinta en español más taquillera de la historia y es la cuarta cinta extranjera más taquillera de todos los tiempos en Estados Unidos.
El 20 de septiembre se estrenó la cinta en México con una cifra récord de $31 millones de pesos para acumular en su primer fin de semana poco más de $148 millones de pesos. En su segunda semana, logró acumular un total de $328 millones de pesos y romper el récord que la producción de Gary Alazraki, Nosotros los nobles, había establecido este mismo año para convertirse en la cinta mexicana más taquillera de la historia. Al 3 de octubre, la cinta llevaba recaudados $407 millones de pesos y es la quinta cinta más taquillera del año.

## Filantropía para Damnificados en Acapulco
Irónicamente, habiendo sido filmada en Acapulco, días antes de su estreno la película se vio muy afectada por el huracán Manuel, el cual dejó cientos de damnificados, serios daños en muchas estructuras y ríos desbordados. La cinta vio momentáneamente impedida su entrada a la ciudad, por lo que su estreno en Acapulco tuvo que retrasarse un día. Después la empresa cinematográfica Cinépolis y la producción de la película donaron el 100% de los ingresos obtenidos en taquilla el día 27 de septiembre para mitigar los estragos ocasionados por dicho huracán.

## Versiones
En diciembre del 2016, Turquía y Francia estrenaron sus adaptaciones tituladas Sen Benim HerŞeyimsin dirigida por el turco Tolga Örnek y protagonizada por el actor Tolga Cevik, y Demain tout commence dirigida por Hugo Gélin y protagonizada por Omar Sy, respectivamente. En mayo del 2018, Brasil estrenó su versión Não Se Aceitam Devoluções dirigida por André Moraes y protagonizada por Leandro Hassum. En 2024 se estrenó la versión española Sin Instrucciones dirigida por Marina Seresesky.

## Premios

### Premios Platino[3]
| Año  | Categoría                      | Candidato      | Resultado |
| ---- | ------------------------------ | -------------- | --------- |
| 2014 | Mejor interpretación masculina | Eugenio Derbez | Ganador   |

### People's Choice
| Año  | Categoría                 | Película                   | Resultado |
| ---- | ------------------------- | -------------------------- | --------- |
| 2013 | Mejor película de comedia | No se aceptan devoluciones | Nominada  |

### Young Artist Award
| Año  | Premio             | Categoría                              | Participante(s) | Resultado | Ref.  |
| ---- | ------------------ | -------------------------------------- | --------------- | --------- | ----- |
| 2014 | Young Artist Award | Mejor actriz joven protagónica en cine | Loreto Peralta  | Ganadora  | [ 4 ] |
| 2014 | Young Artist Award | Mejor actriz joven de reparto en cine  | Laura Krystine  | Nominada  | [ 4 ] |

### Premios ACE
| Año  | Categoría                            | Película                   | Resultado |
| ---- | ------------------------------------ | -------------------------- | --------- |
| 2014 | Mejor primer trabajo cinematográfico | No se aceptan devoluciones | Ganador   |

| Año  | Categoría                                          | Persona                                                              | Resultado |
| ---- | -------------------------------------------------- | -------------------------------------------------------------------- | --------- |
| 2014 | Mejor película                                     | Mejor película                                                       | Nominada  |
| 2014 | Diosa de Plata Emilio “Indio” Fernández a director | Eugenio Derbez                                                       | Nominado  |
| 2014 | Diosa de Plata a actor                             | Eugenio Derbez                                                       | Nominado  |
| 2014 | Revelación femenina                                | Alessandra Rosaldo                                                   | Nominada  |
| 2014 | Ópera prima                                        | Ópera prima                                                          | Ganadora  |
| 2014 | Mejor edición                                      | Carlos Bolado y Santiago Pérez Rocha                                 | Nominados |
| 2014 | Mejor guion                                        | Eugenio Derbez y Guillermo Ríos                                      | Nominados |
| 2014 | Mejor actuación infantil                           | Loreto Peralta                                                       | Ganadora  |
| 2014 | Canción para cine                                  | "Sueña corazón" (compuesta e interpretada por Benny Ibarra de Llano) | Ganador   |

### Premios Fénix
| Año  | Categoría                | Película                   | Resultado |
| ---- | ------------------------ | -------------------------- | --------- |
| 2014 | Fénix de los Exhibidores | No se aceptan devoluciones | Ganador   |